# Burnley F.C.
Burnley F.C. er en engelsk fodboldklub fra Burnley i Lancashire, der spiller i landets bedste række Premier League. Klubben har været engelsk mester to gange (1921 og 1960). FA Cuppen er blevet hjemført en gang i 1914. Efter en årrække i de lavere rækker sikrede klubben sig i 2009 oprykning til Premier League, hvor man dog kun fik en enkelt sæson inden man rykkede ned igen.
Målmanden Brian Jensen, der tidligere har spillet for B.93 og Hvidovre IF, har spillet for klubben. Han var en del af holdet der rykkede op i Premier League i 2009.

## Nuværende spillertrup
Oversigten er opdateret til og med 7. maj 2025
| Nr. | Land     | Position | Spiller          |
| --- | -------- | -------- | ---------------- |
| 1   | England  | MM       | James Trafford   |
| 2   | Peru     | FO       | Oliver Sonne     |
| 3   | Holland  | FO       | Shurandy Sambo   |
| 4   | England  | FO       | Joe Worrall      |
| 5   | Frankrig | FO       | Maxime Estéve    |
| 6   | England  | FO       | CJ Egan-Riley    |
| 7   | Ecuador  | AN       | Jeremy Sarmiento |
| 8   | England  | MI       | Josh Brownhill   |
| 10  | Angola   | AN       | Benson Manuel    |
| 11  | England  | AN       | Jaidon Anthony   |
| 12  | England  | FO       | Bashir Humphreys |

| Nr. | Land      | Position | Spiller            |
| --- | --------- | -------- | ------------------ |
| 14  | Wales     | FO       | Connor Roberts     |
| 15  | England   | AN       | Nathan Redmond     |
| 17  | Sydafrika | AN       | Lyle Foster        |
| 19  | Holland   | MI       | Zian Flemming      |
| 20  | England   | MM       | Etienne Green      |
| 21  | England   | MI       | Aaron Ramsey       |
| 22  | England   | AN       | Marcus Edwards     |
| 23  | Brasilien | FO       | Lucas Pires        |
| 24  | Irland    | MI       | Josh Cullen        |
| 26  | England   | MI       | Jonjo Shelvey      |
| 28  | Tunesien  | MI       | Hannibal           |
| 29  | England   | MI       | Josh Laurent       |
| 30  | Italien   | AN       | Luca Koleosho      |
| 31  | Belgien   | AN       | Mike Trésor        |
| 32  | Tjekkiet  | MM       | Vaclav Hladky      |
| 34  | Holland   | AN       | Jaydon Banel       |
| 35  | Østrig    | AN       | Ashley Barnes      |
| 36  | Tyskland  | FO       | Jordan Beyer       |
| 48  | Belgien   | AN       | Enock Agyei        |
| --  | Danmark   | AN       | Jacob Bruun Larsen |

### Udlånt
| Nr. | Land       | Position | Spiller                                                 |
| --- | ---------- | -------- | ------------------------------------------------------- |
| 15  | Nordirland | MM       | Bailey Peacock-Farrell (Udlånt til Sheffield Wednesday) |